# Igrzyska Azjatyckie 1958
III Igrzyska Azjatyckie odbywały się od 24 maja do 1 czerwca 1958 roku w stolicy Japonii, Tokio. Zawody te odbywały się na Stadionie Olimpijskim w dzielnicy Shinjuku. Oficjalnego otwarcia igrzysk dokonał cesarz Japonii Hirohito, a znicz zapalił Mikio Oda, pierwszy japoński mistrz olimpijski. Sześć lat później Tokio zorganizowało XVIII Letnie Igrzyska Olimpijskie, a w 2021 roku zorganizowało XXXII Letnie Igrzyska Olimpijskie.

## Uczestnicy igrzysk
| - Afganistan - Birma - Borneo Północne - Republika Chińska - Filipiny - Hongkong - Indie - Indonezja - Iran - Izrael | - Japonia - Królestwo Kambodży - Korea Południowa - Malezja - Nepal - Pakistan - Singapur - Cejlon - Tajlandia - Wietnam Południowy |

## Konkurencje na IA 1958
| - Lekkoatletyka - Koszykówka - Boks - Kolarstwo - Nurkowanie - Hokej na trawie - Piłka nożna - Strzelectwo | - Pływanie - Tenis stołowy - Tenis ziemny - Siatkówka - Pika wodna - Podnoszenie ciężarów - Zapasy |

## Klasyfikacja medalowa
| Pozycja | Kraj               |     |     |     | Razem |
| ------- | ------------------ | --- | --- | --- | ----- |
| 1       | Japonia            | 67  | 41  | 30  | 138   |
| 2       | Filipiny           | 8   | 19  | 21  | 48    |
| 3       | Korea Południowa   | 8   | 7   | 12  | 27    |
| 4       | Iran               | 7   | 14  | 11  | 32    |
| 5       | Republika Chińska  | 6   | 11  | 17  | 34    |
| 6       | Pakistan           | 6   | 11  | 9   | 26    |
| 7       | Indie              | 5   | 4   | 4   | 13    |
| 8       | Wietnam Południowy | 2   | 0   | 4   | 6     |
| 9       | Birma              | 1   | 2   | 1   | 4     |
| 10      | Singapur           | 1   | 1   | 1   | 3     |
| 11      | Cejlon             | 1   | 0   | 1   | 2     |
| 12      | Tajlandia          | 0   | 1   | 3   | 4     |
| 13      | Hongkong           | 0   | 1   | 1   | 2     |
| 14      | Indonezja          | 0   | 0   | 6   | 6     |
| 15      | Malezja            | 0   | 0   | 3   | 3     |
| 16      | Izrael             | 0   | 0   | 2   | 2     |
| Razem   | Razem              | 112 | 112 | 126 | 350   |